# Yusuf II de Granada
Abu Al-Haŷŷaŷ Yusuf ibn Muhámmad o Yusuf II fue un rey nazarí de Granada (¿? - 1392), undécimo soberano de la dinastía nazarí. Hijo y sucesor de Muhammed V en 1391.

## Biografía
Su corto reinado se caracterizó por la dependencia hacia los benimerines. Fue un monarca pacífico, favorecedor de las artes y las ciencias. Casi en el mismo momento de subir al trono, tuvo que hacer frente a una insurrección en la propia capital, capitaneada por su ambicioso hijo menor, el futuro Muhámmad VII. Sofocada ésta a duras penas gracias a la intervención del embajador de los benimerines, Yúsuf se vio obligado a quebrantar las treguas con el reino castellano. La facción más extremista de la población así lo exigía, y el monarca tuvo que emprender una incursión en el reino de Murcia.
Pese a sus medidas tendentes a impedir que le destronaran (encarcelamiento y muerte de algunos familiares y personajes de la corte), probablemente murió envenenado. Su legítimo heredero, el príncipe Yúsuf fue apartado de la sucesión en beneficio de su díscolo hijo Muhámmad.
| Predecesor: Muhámmed V | Sultán de Granada 1391 - 1392 | Sucesor: Muhámmed VII |